# Эхеверия изящная
Эхеве́рия изя́щная, или Эчеве́рия изя́щная (лат. Echeveria elegans), — вид цветковых растений рода Эхеверия (Echeveria) семейства Толстянковые (Crassulaceae). Популярное комнатное растение.

## Ботаническое описание

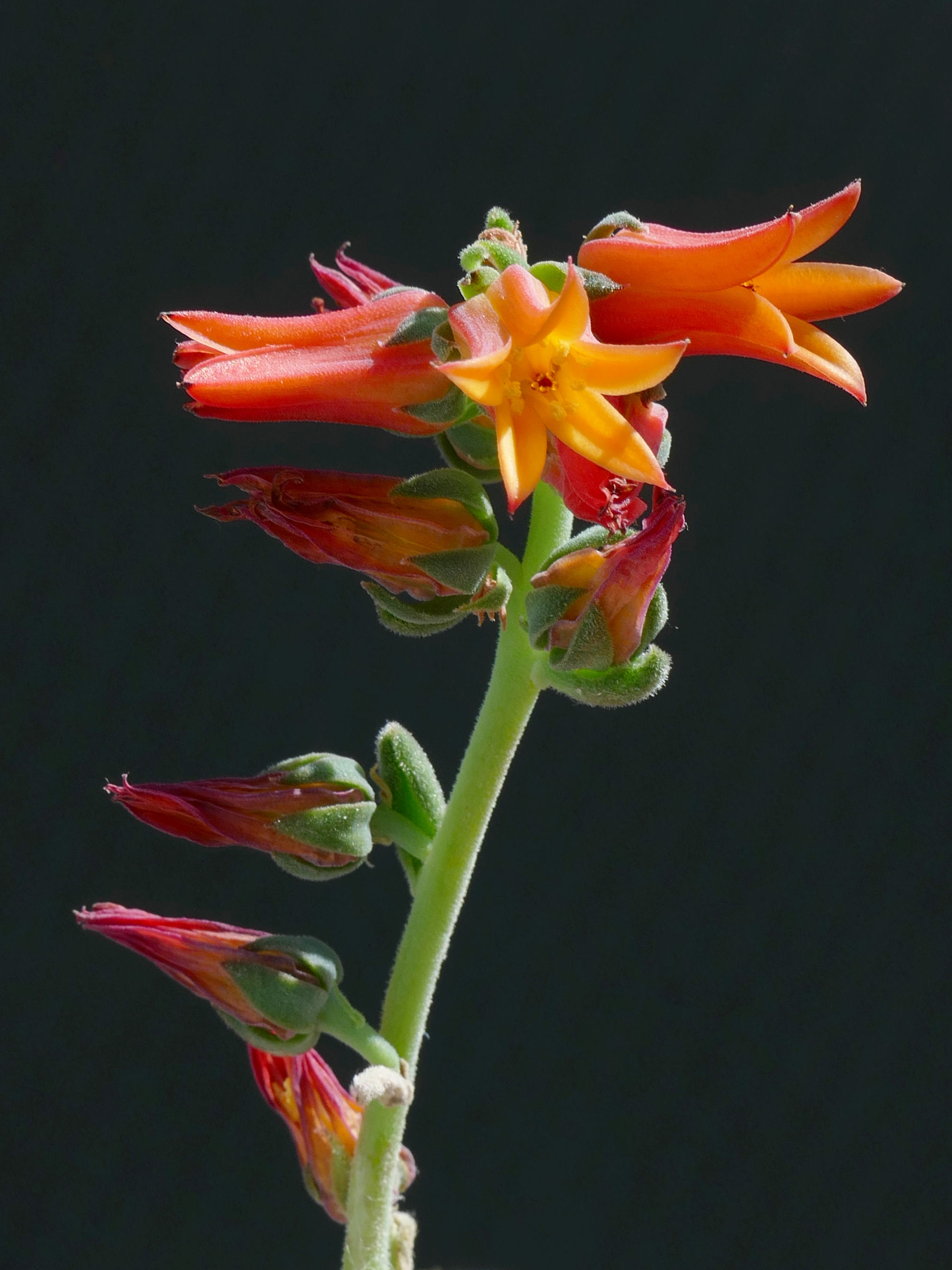
Соцветие крупным планом

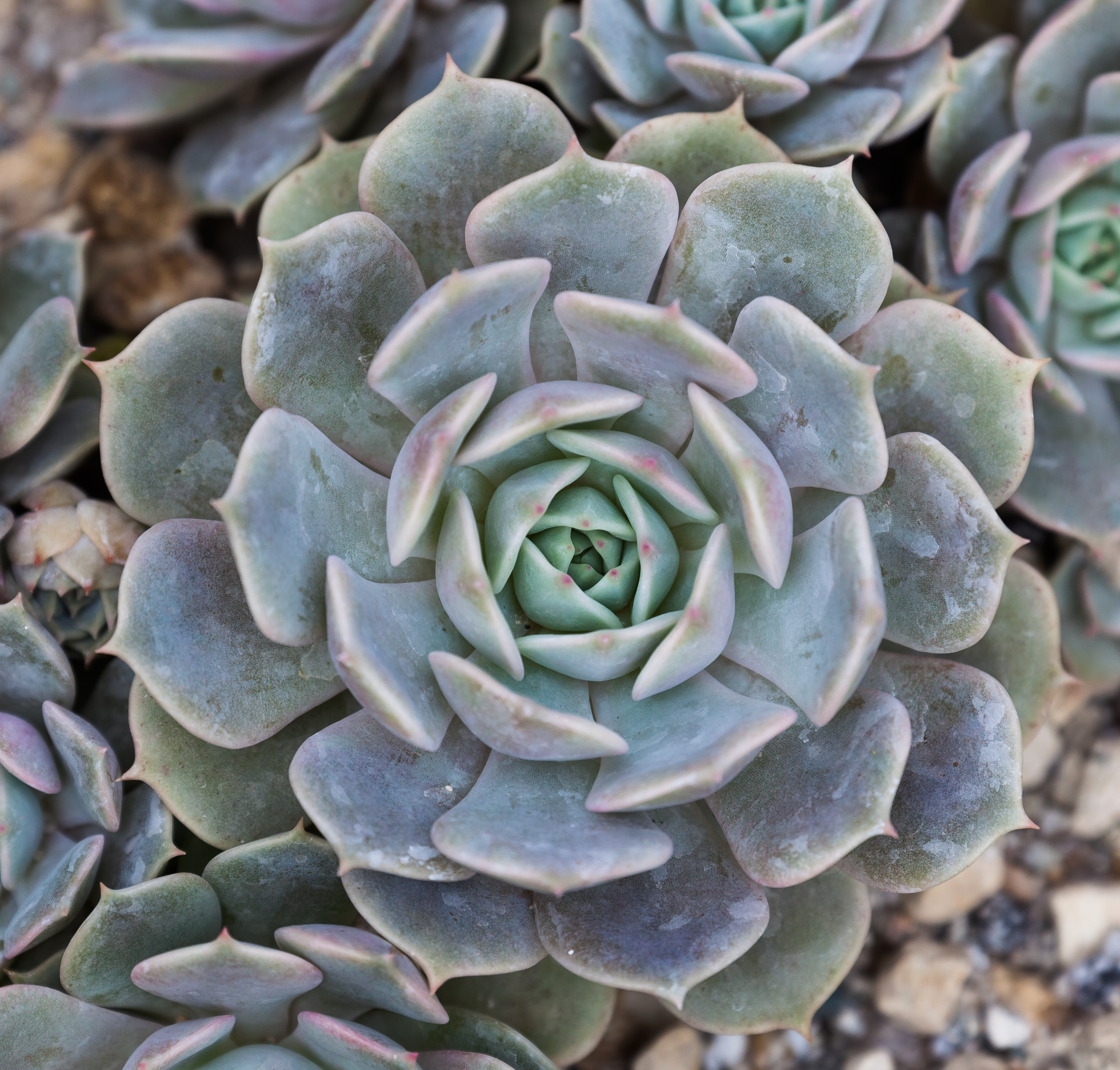
Листовая розетка крупным планом

Многолетнее суккулентное вечнозелёное растение высотой 5—10 см и шириной 50 см, с плотными розетками бледных зелёно-синих сочных листьев. Весной и зимой эхеверия изящная выпускает тонкие цветоносы 25 см длиной, несущие розовые цветки с жёлтыми концами.
Подобно другим видам рода Эхеверия, растение образует многочисленные отводки, которые весной можно отделить от родительского растения и высадить как самостоятельные растения (вегетативное размножение).

## Распространение и местообитание
В природе эхеверия изящная произрастает в полупустынях Мексики.

## Хозяйственное значение и применение
Поскольку эхеверия изящная не выносит температуры ниже 7 °C, в умеренных регионах её выращивают под стеклянным укрытием с дополнительным отоплением. Этот вид был удостоен премии AGM Королевского садоводческого общества.

## Синонимика
- Echeveria albicans E.Walther
- Echeveria elegans var. kesselringiana Poelln.
- Echeveria perelegans A.Berger, nom. illeg.
- Echeveria potosina E.Walther[4]